# Pluto Shervington
Pluto Shervington, noto anche con lo pseudonimo di Pluto (Kingston, 13 agosto 1950 – Miami, 19 gennaio 2024), è stato un musicista, cantante e produttore discografico giamaicano.

## Carriera
Shervington intraprese la sua carriera musicale nei primi anni '70 come membro della showband Tomorrow's Children. Ispirato dal successo di Ernie Smith con Duppy Gunman e di Tinga Stewart con Play De Music, entrambi brani caratterizzati da un forte utilizzo di patois, registrò in uno stile simile Ram Goat Liver, ispirando Lee "Scratch" Perry a produrne una versione con Jimmy Riley. Il singolo successivo, Dat - che racconta di un Rasta che, contrariamente alla sua fede, per salvaguardare i suoi risparmi e potersi permettere della marijuana, tenta di comprare della carne di maiale (senza mai nominarlo esplicitamente) - ottenne un notevole successo nelle classifiche internazionali nel 1976, raggiungendo la posizione numero 6 nella UK Singles Chart. Cavalcando l'onda del suo successo, l'etichetta discografica Trojan Records ripubblicò il suo primo singolo, che per poco non raggiunse la classifica top 40 nel Regno Unito.
Shervington compose anche come produttore, supervisionando la realizzazione del brano del 1975 Hooray Festival eseguito da Roman Stewart, e Midnight Rider di Paul Davidson, che raggiunse la posizione numero 10 nella UK Singles Chart nel dicembre 1975.
Shervington si trasferì a Miami, in Florida, nei primi anni '80. Continuò a registrare, e raggiunse nuovamente la classifica top 20 nel Regno Unito quando Your Honour, originariamente registrata nel 1975 ma mai pubblicata precedentemente, fu ripubblicata all'inizio del 1982 insieme al nuovo brano No Honour Among Tiefs. Nel 1997, come ospite d'onore alla celebrazione per i 30 anni di attività di Ernie Smith, Shervington si esibì insieme a Ken Lazarus e ai membri rimanenti della band Now Generation al Pegasus Hotel in Giamaica. Di nuovo insieme ad Ernie Smith, nel 2001, Shervington si esibì con il veterano musicale Lloyd Charmers agli eventi Heineken Startime, dove suonarono anche i The Abyssinians ed Eric Donaldson.
Shervington si esibì spesso a Miami, tornando periodicamente in Giamaica per concerti. Shervington partecipò al St. Kitts Music Festival il 22 giugno 2007, condividendo il palco con Steel Pulse, Sean Paul, e molti altri. Nel 2007 iniziò a suonare e a cantare da solista al Bahama Breeze a Kendall, in Florida, e al Black Point Marina a Cutler Bay accompagnato da una band di cinque membri.
Oltre alla sua carriera di cantante, Shervington dimostrò talento come bassista e come ingegnere del suono, in particolare sull'album del 1974 Tafari Earth Uprising di Little Roy.
Ricoverato in ospedale a Miami, morì il 19 gennaio 2024 all'età di 73 anni.

## Discografia

### Album
- Ramgoat (1974)
- Greatest Reggae Hits (1974)
- Pluto (1975)
- Pluto (1976)
- Play Mas' (1976)
- Ire Mas Rockers Carnival (1981)
- Again (1982)
- Reggae Fever (1982)
- Rhythm Of The City (1990)
- Second Wind (2008)

### Singoli
- Dat (1976) – UK classifica 6
- Ram Goat Liver (1976) – UK classifica 43
- Your Honour (1982) – UK classifica 19